# Mond-neusbescherming tijdens de coronapandemie

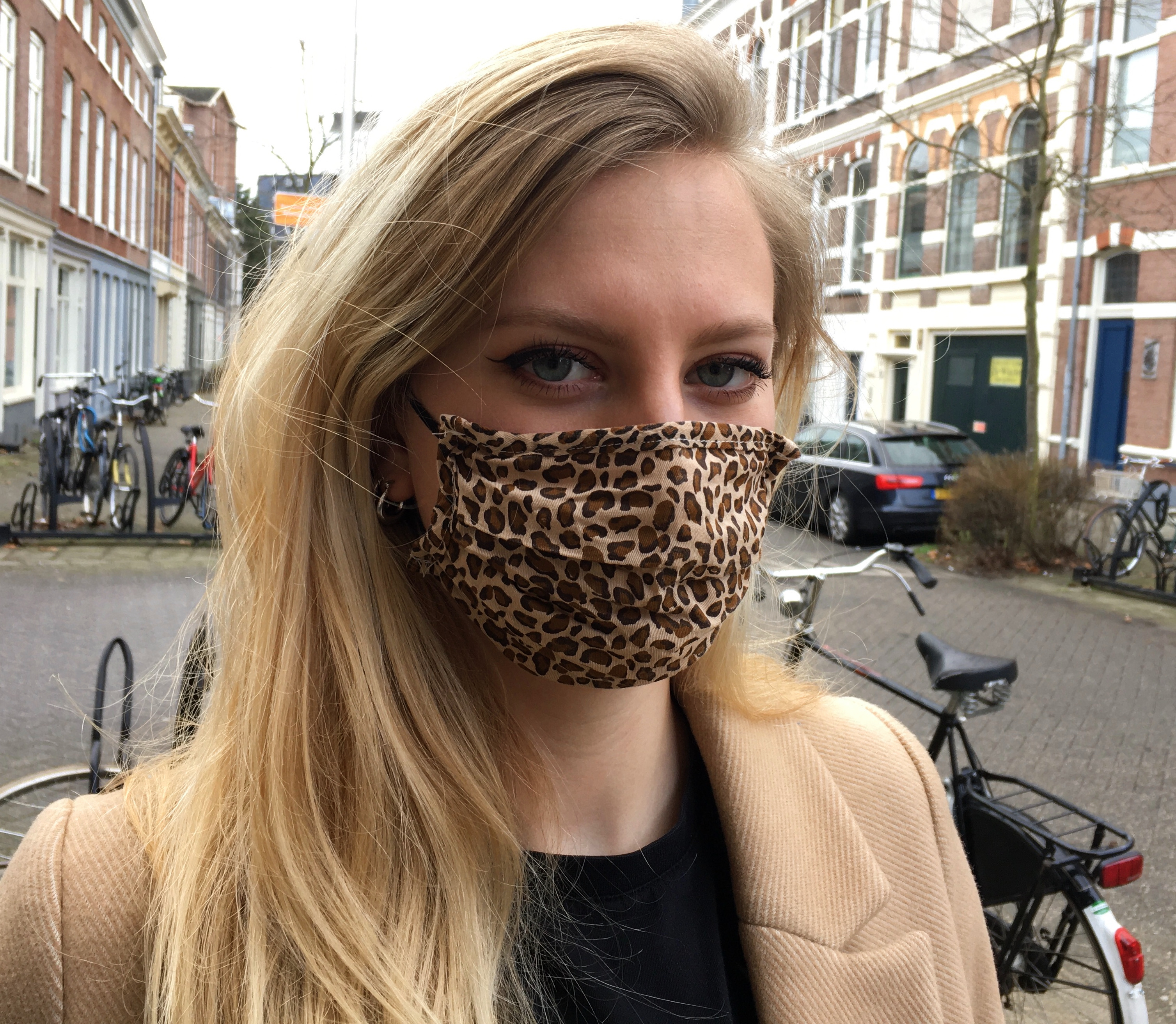
Een burger die een niet-medisch mond-neusmasker draagt op straat

Mond-neusbescherming tijdens de coronapandemie betreft het gebruiken van mond-neusmaskers gedurende de coronapandemie van 2020-2022 om de drager ervan en/of anderen te beschermen tegen besmetting met SARS-CoV-2 virus. Er werd mond-neusbescherming bij medische zorg en 'niet-medische mond-neusbescherming' onderscheiden.

## N95-masker

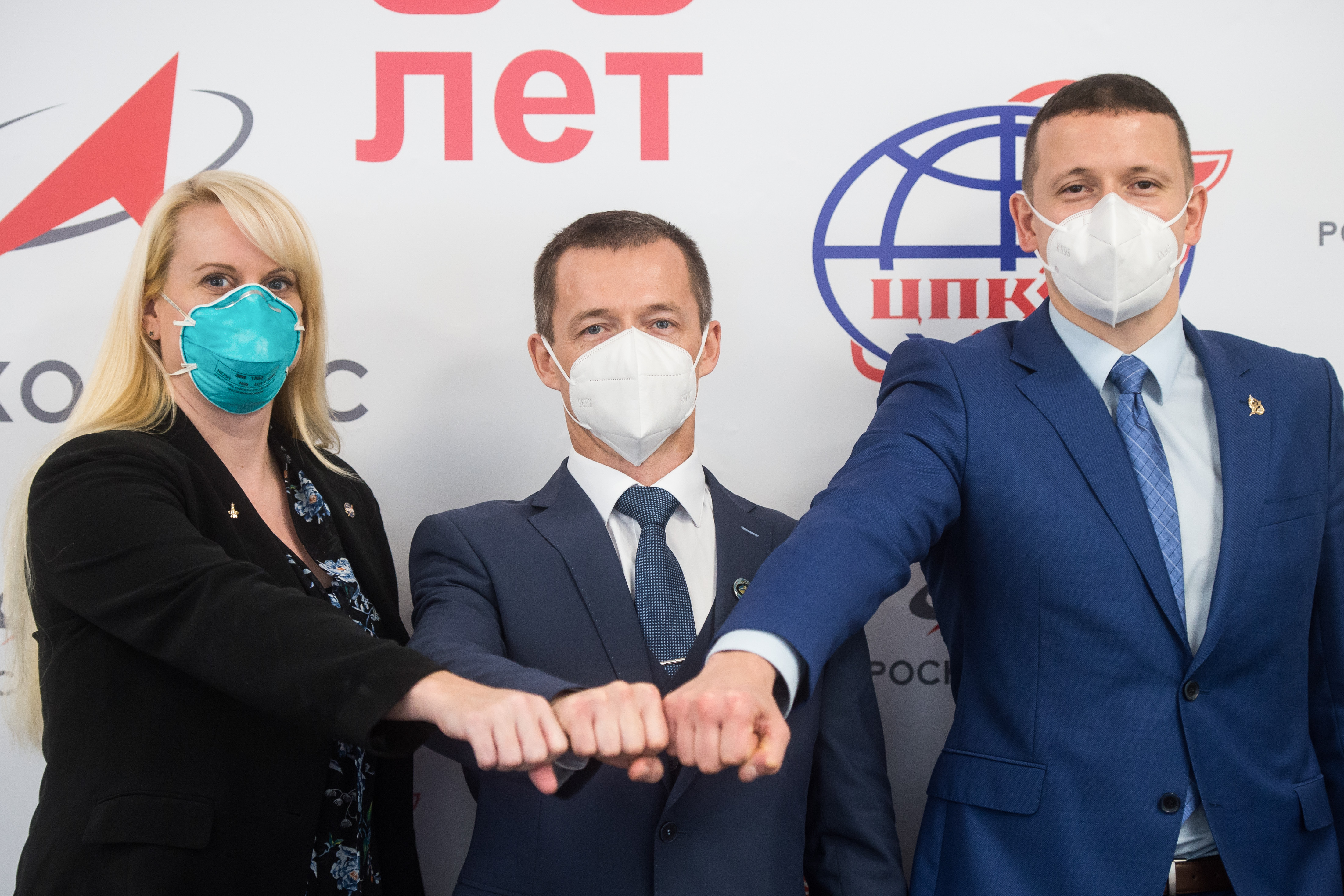
Bemanningsleden van ISS-Expeditie 64 die een N95-masker dragen

N95-maskers zijn schaars en er is veel vraag tijdens de coronapandemie van 2020. De productie van N95-maskers is beperkt vanwege beperkingen op de aanvoer van niet-geweven polypropeenweefsel (dat wordt gebruikt als het primaire filter) en door het wegvallen van export vanuit China. China beheert 50% van de wereldwijde productie van maskers en heeft te maken met zijn eigen coronavirus-epidemie en heeft al zijn productie gewijd aan binnenlands gebruik, waarbij de uitvoer alleen is toegestaan via door de overheid toegewezen humanitaire hulp.
In maart 2020 paste President Donald Trump de Defense Production Act toe tegen het Amerikaanse bedrijf 3M, waardoor de Federal Emergency Management Agency zoveel N95-maskers kan krijgen als nodig is van 3M. Handelsadviseur van het Witte Huis Peter Navarro verklaarde dat er bezorgdheid was dat 3M-producten hun weg niet naar de VS vonden. 3M antwoordde dat zij de door haar aangerekende prijzen niet heeft gewijzigd en niet in staat is de prijzen te controleren die haar dealers of detailhandelaren in rekening brengen.
Begin april 2020 beweerde de deelstaat Berlijn dat een zending van 200.000 N95-maskers die ze had besteld bij de Chinese fabriek van 3M China werd onderschept in Bangkok en werd omgeleid naar de Verenigde Staten. De burgemeester van Berlijn, Michael Müller, gaf president Trump de schuld van de confiscatie en de Berlijnse politievoorzitter Barbara Slowik verklaarde dat ze gelooft "dat dit verband houdt met het exportverbod van de Amerikaanse regering". 3M ontkende elke kennis van de zending met de mededeling "We weten niets van een bevel van de Berlijnse politie voor 3M-maskers die uit China komen" en de Amerikaanse regering ontkende dat er enige verbeurdverklaring was opgetreden en dat zij voor al haar aankopen geschikte kanalen gebruikten.
Als onderdeel van de Families First Coronavirus Response Act zijn er wijzigingen aangebracht in de aansprakelijkheids- en certificatiewetten om industriële beademingsapparatuur toe te passen in zorgomgevingen, als reactie op tekorten aan respirators tijdens de coronapandemie van 2019-2020.
In de Verenigde Staten vereist de Occupational Safety and Health Administration (OSHA) dat gezondheidswerkers die patiënt verzorgen die mogelijk besmet zijn met COVID-19 ademhalingsbescherming te dragen, zoals een N95-masker. In tegenstelling tot een ademhalingsbeschermingsmasker heeft een chirurgisch mondmasker geen luchtafsluitende afdichting en beschermt het de drager dus niet tegen in de lucht zwevende deeltjes zoals virusmateriaal.

### Schaarste
Tijdens de coronapandemie van 2019-2020, hebben de Amerikaanse Centers for Disease Control and Prevention (CDC) strategieën aanbevolen om het gebruik van de maskers in de gezondheidszorg te optimaliseren. N95-maskers kunnen worden gebruikt na de door de fabrikant aangegeven houdbaarheid, hoewel componenten zoals de banden en het neusbrugmateriaal kunnen verslechteren, wat de kwaliteit van de pasvorm en afdichting kan beïnvloeden, waardoor het bijzonder belangrijk is dat de drager de verwachte afdichtingscontrole uitvoert. Er kunnen maskers worden gebruikt die zijn goedgekeurd volgens normen die in andere landen worden gebruikt en die vergelijkbaar zijn met NIOSH-goedgekeurde N95-maskers, waaronder FFP2- en FFP3-maskers die worden gereguleerd door de Europese Unie. N95-maskers kunnen na verwijdering een beperkt aantal keren worden hergebruikt, zolang ze niet zijn gebruikt tijdens aërosolgenererende procedures en niet zijn verontreinigd met lichaamsvloeistoffen van patiënten, hoewel dit het risico op oppervlaktebesmetting met pathogenen vergroot. De maskerfabrikant kan een maximumaantal donnings of toepassingen aanbevelen; als er geen richtlijnen van de fabrikant beschikbaar zijn, suggereren voorlopige gegevens de beperking tot vijf toepassingen per apparaat om een voldoende veiligheidsmarge te garanderen.
Als het voor alle zorgverleners niet meer mogelijk is om ademhalingsmaskers N95 te dragen bij de verzorging van een COVID-19-patiënt, moeten ademhalingsmaskers voorrang krijgen bij werknemers die aërosolgenererende procedures uitvoeren bij symptomatische personen en mensen binnen een meter van een ontmaskerd symptomatisch persoon. Onder deze omstandigheden is het maskeren van symptomatische patiënten met een chirurgisch masker en het op afstand houden van de patiënt bijzonder belangrijk om het risico op overdracht te verminderen. Als er geen beademingsapparaten meer zijn, kunnen werknemers met een hoger risico op ernstige ziekte worden uitgesloten van de zorg voor patiënten en kunnen werknemers die klinisch zijn hersteld van COVID-19 de voorkeur hebben om voor patiënten te zorgen. Draagbare ventilatoren met HEPA-filters kunnen ook worden gebruikt om de ventilatie in isolatieruimten te vergroten wanneer chirurgische maskers worden gebruikt in plaats van maskers. Als er geen beademingsapparatuur of chirurgische maskers beschikbaar zijn, kan het in laatste instantie nodig zijn dat gezondheidswerkers maskers gebruiken die nooit zijn beoordeeld of goedgekeurd door NIOSH of zelfgemaakte maskers, zoals gezichtsmaskers van stof, hoewel voorzichtigheid geboden is bij het overwegen hiervan optie.
Aangezien de wereldwijde levering van Persoonlijke Beschermingsmiddelen (PBM) tijdens de pandemie onvoldoende is, beveelt de Wereldgezondheidsorganisatie aan de behoefte aan PBM's te minimaliseren door middel van het volgende:
- Telegeneeskunde
- Fysieke barrières zoals doorzichtige ramen
- Alleen degenen die betrokken zijn bij directe zorg betreden een kamer met een COVID-19-patiënt
- Alleen de persoonlijke beschermingsmiddelen gebruiken die nodig zijn voor de specifieke taak
- Hetzelfde masker blijven gebruiken zonder het te verwijderen terwijl de zorgverlener voor meerdere patiënten zorgt met dezelfde diagnose
- De PBM-toeleveringsketen bewaken en coördineren
- Het gebruik van maskers bij/door asymptomatische individuen ontmoedigen

### Hergebruik
Er zijn pogingen ondernomen om de reinigingsmethoden voor maskers in noodsituaties te evalueren, hoewel er bezorgdheid bestaat dat dit de filterprestaties kan verminderen of de pasvorm van het masker kan beïnvloeden door het masker te vervormen.
Onderzoekers van Duke University hebben een methode gepubliceerd voor het reinigen van N95-maskers zonder deze te beschadigen met behulp van verdampt waterstofperoxide om hergebruik een beperkt aantal keren mogelijk te maken. Battelle heeft van de Amerikaanse Food and Drug Administration een machtiging voor noodgevallen gekregen om N95-maskers te steriliseren. NIOSH beveelt aan dat tijdens maskers N95-maskers tot vijf keer worden gebruikt zonder ze te reinigen, zolang er geen aërosolgenererende procedures worden uitgevoerd en de maskers niet besmet zijn met lichaamsvloeistoffen van patiënten. Verontreiniging kan worden verminderd door het dragen van een reinigbaar gelaatsscherm over een N95-maskers, evenals het gebruik van schone handschoenen bij het aantrekken en afdichten van een gebruikt N95-maskers en het onmiddellijk daarna wegdoen van de handschoenen.

## Niet-medische mond-neusmaskers
Niet-medische mond-neusmaskers zijn mond-neusmaskers die bedoeld zijn voor burgers in de publieke ruimte. Niet-medische mond-neusmaskers zijn in sommige landen in sommige situaties verplicht. Het varieert per land in welke situaties de verplichting geldt.
Er zijn niet-medische mond-neusmaskers voor eenmalig gebruik, maar ook soorten van textiel die gewassen kunnen worden (al of niet met verwisselbaar filter), en soorten van harde kunststof met verwisselbaar filter. Een mond-neusmasker wordt op zijn plaats gehouden met twee koorden (al of niet elastisch) of linten: elk om een oor, of beide achter het hoofd langs. Het eventuele wassen gebeurt in de wasmachine bij minstens 60 graden, of door 15 minuten uitkoken in sop. De gebruikte materialen en de wijze van wassen moeten uiteraard compatibel zijn.

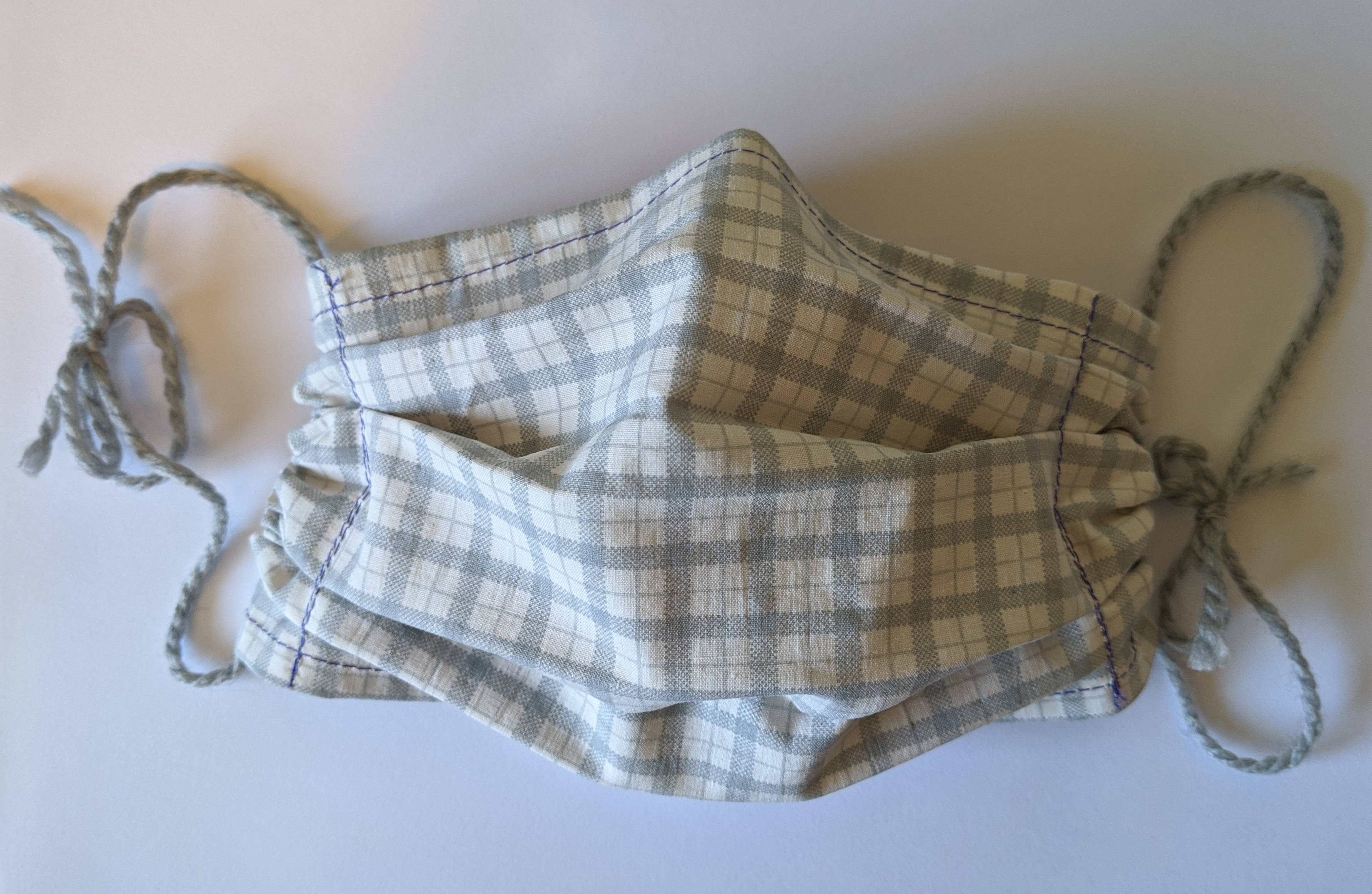
Zelfmaakmondkapje van stof

Tijdens de coronapandemie in 2020 ontstond door een tekort aan gecertificeerde mondkapjes de behoefte zelf mondkapjes te maken. Gebruikt werd onder andere verpakkingsmateriaal, keukenpapier en stofzuigerzakken. De werking hiervan is volgens het RIVM minimaal en het kan een onterecht gevoel van veiligheid geven. Desondanks gingen veel overheden over tot het aanbevelen of verplicht stellen van niet medische mondkapjes voor burgers.
In België werden in samenwerking met de Federale Overheidsdienst Volksgezondheid, Veiligheid van de Voedselketen en Leefmilieu patronen uitgedeeld om zelf mondkapjes te maken en werd opgeroepen de zelfgemaakte mondkapjes te doneren aan zorgverleners. De Amerikaanse overheid gaf vanwege de grote tekorten aan om bandana's of sjaals te gebruiken als noodmiddel. In het Wilhelmina Ziekenhuis Assen werden door medewerkers mondkapjes gemaakt van (steriel) polypropeen. Op 20 maart 2020 maakte het Reinier de Graaf Gasthuis in Delft bekend met vrijwilligers zelf mondkapjes te maken.
Bij gebruik in de zorg kan van belang zijn dat zelfgemaakte mondkapjes (meestal) niet zijn gesteriliseerd en daardoor een mogelijke bron van besmetting zijn. Het Europees Centrum voor ziektepreventie en -bestrijding publiceerde op 26 maart 2020 een advies hoe om te gaan met zelfgemaakte mondkapjes en hoe die gesteriliseerd kunnen worden.
Een test onderzocht voor negen typen mondkapjes die in de handel zijn of waarvan instructies om ze te maken zijn gepubliceerd de doorlaatbaarheid voor deeltjes van 0,3 t/m 10 micrometer. Deeltjes van 3 micrometer en groter werden bij sommige typen bijna geheel of geheel tegengehouden. Bij het masker volgens het patroon van de Belgische overheid werden drie varianten getest: zonder inlegfilter, met keukenrol en met stofzuigerzak, die laatste werkte het beste. Het ging daarbij om de doorlaatbaarheid van het masker zelf, niet de mate waarin deeltjes langs de randen passeren of de veiligheid van het filtermateriaal zelf. Verschillende organisaties, waaronder het RIVM, raden het gebruik van stofzuigerzakken en stofzuigerfilters als filtermateriaal voor mondkapjes af. Stofzuigerzakken zijn niet bedoeld om door te ademen of (langdurig) in contact te komen met de huid en kunnen bijvoorbeeld biociden bevatten.

### Nederland
In het kader van de coronapandemie stelt het RIVM:
- Niet-medische mondneusmaskers beschermen de drager ervan in zeer beperkte mate tegen besmetting. Dit is sterk afhankelijk van de kwaliteit van de materialen, de mate waarin het masker aansluit op het gezicht en het draagcomfort.
- Niet-medische mondneusmaskers dragen mogelijk enigszins bij aan het beperken van verspreiding van COVID 19 door presymptomatische patiënten in openbare ruimten, waar voldoende afstand houden niet altijd mogelijk is en triage niet aan de orde.
- Door de beperkte bescherming zijn mondneusmaskers niet geschikt als vervanging van social distancing, hygiënemaatregelen en (thuis)isolatie van patiënten met klachten.

Bij het stapsgewijs ruimte geven aan het openbare leven en de economie zal het in het openbaar vervoer weer drukker worden. Besloten is daarom tot het verplichte mond-neusmasker in het openbaar vervoer in Nederland per 1 juni 2020. De Nederlandse overheid wees daarbij op de mogelijkheid zelf katoenen mondkapjes te maken. Daarbij wordt aangegeven dat stofzuigerzakken of filters voor stofzuigers geen geschikt materiaal zijn als filter in mondkapjes.
De Tijdelijke regeling maatregelen covid-19 bepaalt dat vervoerders voorzieningen voor openbaar vervoer zodanig inrichten en daarmee zodanige samenhangende maatregelen nemen, dat reizigers van 13 jaar en ouder een niet-medisch mondkapje dragen in voertuigen en vaartuigen. In de handhaving van die maatregelen is een belangrijke rol weggelegd voor de BOA’s (domein IV) in dienst van de vervoerder. In voorkomende gevallen zullen deze aanwijzingen geven op grond van de bepalingen voor gebruikers van voorzieningen van het openbaar vervoer in Nederland, nl. artikel 73 Wp2000 juncto artikel 53 Bp2000 in het belang van een juist gebruik van de voorzieningen van openbaar vervoer en de opvolging van de maatregelen die bijdragen aan het dragen door reizigers van 13 jaar en ouder van een niet-medisch mondkapje in voertuigen en vaartuigen. Handhaving kan tevens plaatsvinden op grond van artikel 52 Bp2000. Immers uitgangspunt zal zijn dat BOA’s en ook de overige medewerkers van het OV, de reizigers er op wijzen, eventueel tot 2 keer toe, zich aan de maatregelen te houden, waaronder het dragen van een mondkapje in de voertuigen of vaartuigen, voordat er een aanwijzing wordt gegeven aan de reiziger. Die aanwijzing kan eruit bestaan dat de reiziger wordt gevraagd alsnog een mondkapje te dragen, dan wel – bij weigering – het voertuig of vaartuig te verlaten. In geval dat de reiziger dan uiteindelijk de aanwijzing niet opvolgt dan wordt er proces-verbaal opgemaakt voor het niet opvolgen van de aanwijzing. Dit betreft dus veelal het niet opvolgen van de aanwijzing tot het dragen van een mondkapje, maar dat kunnen dus ook andere aanwijzingen zijn in het belang van de orde, rust, veiligheid en de goede bedrijfsgang in het OV.
Het dragen van een mondkapje is in gevallen als dit geen overtreding van de Wet gedeeltelijk verbod gezichtsbedekkende kleding.
Tussen december 2020 en juni 2021 was in Nederland het dragen van een mondkapje onder meer verplicht in een publieke binnenruimte en op een station, halteplaats, of een andere bij het openbaar vervoer behorende voorziening en de daarbij behorende perrons, trappen, tunnels en liften, behalve voor personen die geplaceerd zijn en de veiligeafstandsnorm in acht nemen, zoals in bioscopen en theaters. De boete bij overtreding was €95. Hiervoor moet eerst de aangenomen Tijdelijke wet maatregelen covid-19 van kracht worden, en zoals daarin geregeld, de Tweede Kamer worden geconsulteerd. In juni werd de mondkapjesverplichting voor winkels afgeschaft, waar die in het OV bleef. Per 25 september 2021 verviel de mondkapjesplicht op perrons en stations, die in de voertuigen bleef. Deze versoepeling is per 6 november 2021 teruggedraaid.Deze maatregel werd per 25 februari 2022 versoepeld.
De wettelijke grondslag voor het verplichting van het dragen van mondkapjes in Nederland is niet onomstreden. Zo wees immunoloog Carla Peeters er op dat de wet pas rechtvaardig is als er wetenschappelijk bewijs is over de effectiviteit van niet medische kapjes en dat dit in november 2020 ontbrak. Ook wijst ze erop dat niet schone kapjes meer kwaad dan goed doen en om die reden in conflict zijn met het doel van de wet. Een jaar later werd na voortgaand onderzoek geconcludeerd dat het dragen van mondkapjes een corona-incidentreducerend effect heeft.